# 4-3-2-1

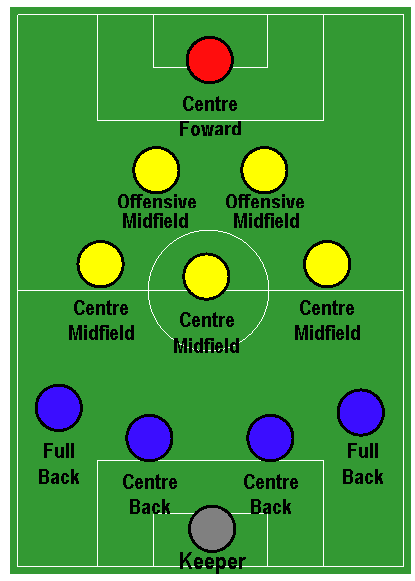
Il 4-3-2-1

Il 4-3-2-1 è un modulo di gioco del calcio. Consiste nello schierare quattro difensori, tre centrocampisti davanti alla linea di difesa, due trequartisti dietro alla linea d'attacco e un solo centravanti. È anche chiamato albero di Natale, dato che la disposizione degli uomini in campo ricorda, appunto, un abete.

## Il modulo
In questo modulo, dietro all'unico attaccante, generalmente forte fisicamente, abile nel tiro e che fa reparto da solo, vi sono due trequartisti tecnicamente dotati, il cui compito consiste nel fornire i palloni durante la fase offensiva da veri fantasisti privi di obblighi in interdizione; possono anche creare personalmente pericoli alla squadra avversaria in veste di finalizzatori.
Il gioco si basa inoltre sui due interni di centrocampo: devono rompere il gioco avversario ed essere capaci di rapidi inserimenti al tempo giusto. Essi agiscono ai lati del regista, il quale rappresenta l'organizzatore della manovra, simile al playmaker cestistico.
I terzini hanno il medesimo compito previsto nel 4-3-1-2, ovvero di ali aggiunte in fase offensiva, pronti alle ripartenze e ai ripiegamenti in difesa.

### La numerazione del 4-3-2-1

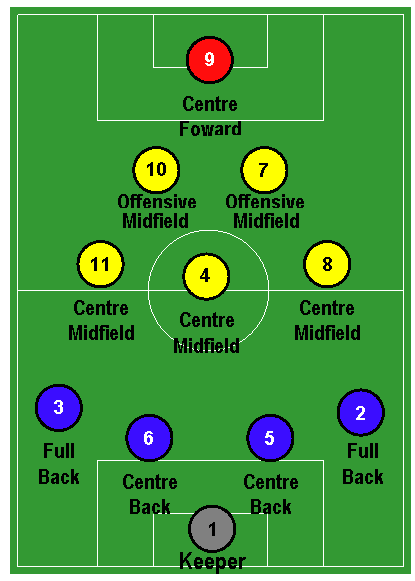
I numeri del 4-3-2-1

La numerazione deriva dalla piramide:
1. il portiere
2. il terzino destro
3. il terzino sinistro
4. il regista
5. il difensore centrale di destra (o lo stopper)
6. il difensore centrale di sinistra (o il libero)
7. la mezzapunta di destra
8. la mezzala destra
9. il centravanti
10. la mezzapunta di sinistra
11. la mezzala sinistra

Essendo un modulo utilizzato prevalentemente a partire dagli anni duemila, la numerazione ha il solo scopo descrittivo, in quanto i calciatori utilizzavano numeri personali dalla metà degli anni novanta.

## Squadre che hanno utilizzato il 4-3-2-1

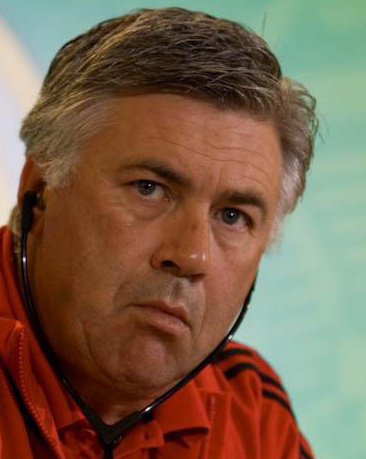
Carlo Ancelotti, grande utilizzatore del modulo ad "albero di natale".

La nazionale transalpina, schierata con il 4-3-1-2, all'occorrenza 4-3-2-1, in occasione della finale mondiale nel 1998, che sconfisse il disposto con il 4-4-2.

- Il Crystal Palace di Bert Head del 1968-1969 fu il primo ad utilizzare il modulo 4-3-2-1, grazie al quale venne promosso in First Division.[2]
- Il Den Haag alla fine degli anni ottanta sotto la guida di Co Adriaanse, promosso in Eredivisie e semifinalista in Coppa d'Olanda.[1]
- La Francia del selezionatore Aimé Jacquet, vincitrice davanti al proprio pubblico del campionato del mondo 1998. I terzini, a cui si chiedeva di percorrere tutta la fascia in modo da supportare la fase offensiva, erano Thuram e Lizarazu (rispettivamente a destra e a sinistra); il mediano "basso", schermo per la difesa, era Deschamps; centravanti si posizionava Guivarc'h, assistito dai trequartisti Zidane e Djorkaeff.[6]
- Il Milan di Carlo Ancelotti dalla stagione 2003-2004: il modulo nacque dall'esigenza di far coesistere Kaká e Rui Costa, servendosi anche di Pirlo nel ruolo di regista.[2][7]
- Il Palermo di Delio Rossi nella stagione 2010-2011 con Iličić e Pastore ad operare da trequartisti, finalista della Coppa Italia 2010-2011.[2]
- La Juventus di Massimiliano Allegri nella stagione 2016-2017, con Pjanić avanzato insieme a Dybala a dare sostegno a Higuaín o Mandžukić, vincitrice di campionato e Coppa Italia e finalista della UEFA Champions League.[2]